# Tenke Péter
Tenke Péter (Budapest, 1960. augusztus 15. –) Batthyány-Strattmann László-díjas magyar urológus, címzetes egyetemi tanár, a Magyar Urológus Társaság elnöke, a Jahn Ferenc Dél-pesti Kórház Urológiai Osztályának osztályvezető főorvosa.  Számos külföldi tudományos társaság elismert tagja.

## Fő szakterületei
- Uro-onkológia (felületes hólyagdaganat, hererák)
- Endourológia (optikai eszközökkel végrehajtott műtétek) (hólyagtumor, húgyúti kövesség)
- Urológiai fertőzések (infekciók) gyógyítása.

## Életpályája
Középfokú tanulmányait 1974 és 1978 között a  Pannonhalmi Bencés Gimnáziumban végezte. 1979 és 1985 között a Semmelweis Orvostudományi Egyetemre jár Budapesten; summa cum laude minősítéssel szerzett diplomát.1985 és 1989 között rezidens volt a budapesti Szent István Kórház urológiáján. 1989-ben jeles eredménnyel tette le az urológus szakvizsgát. 1990-től dolgozik a budapesti Jahn Ferenc Kórházban; kezdetben urológus szakorvos, 2011. október 1-től főorvos, 2002. június 1-től 2005. július 1-ig osztályvezető-helyettes főorvos 2005-ben PhD-fokozatot szerzett (Témája: Idegen testekkel kapcsolatos húgyúti infekciók). 2005. július 1-től ő a Jahn Ferenc Kórház urológiai osztályának osztályvezető főorvosa. 2008-ban habilitált. 2009-ben címzetes egyetemi tanári címet kapott.

## Tagságai
- 1989- Magyar Urológus Társaság
- 1994- European Association of Urology (EAU)
- 1998- Magyar Endourológiai Társaság
- 1998- European Board of Urology (EBU), nemzeti képviselő
- 1998- EBU Residency Review Committee – vezetőségi tag
- 2000- Magyar Urológus Társaság – vezetőségi tag
- 2000-2003 Urológiai Szakmai Kollégium – titkár
- 2000-2006 Magyar Uroginekológiai Társaság – vezetőségi tag
- 2001-től a European Society for Infection of Urology (ESIU) vezetőségi tagja
- 2001-2005 között az Országos Urológiai Intézet módszertani osztályvezetője
- 2002-2006 EAU Clinical Research Office – vezetőségi tag
- 2004-től a Magyar Urológus Társaság vezetőségi tagja
- 2004- Health Care Office Guideline Working Group Infektológiai csoport tagja
- 2005- International Prostate Health Council (IPHC) – vezetőségi tag
- 2005. júniustól Member of the Evaluation Board for the Urology Faculty of 1000 Medicine
- 2005. szeptember 15.- 2009. április 1-ig országos szakfelügyelő főorvos (urológia)
- 2006-tól European Association of Urology (EAU) tagja
- 2006-tól a Magyar STD Társaság vezetőségi tagja
- 2009. április 1-től 2011. március 3-ig az Urológiai Szakmai Kollégium elnöke
- 2010. október 15-től a Magyar STD Társaság alelnök
- 2011. májustól az Urológiai Szakmai Kollégium – tagozat tagja
- 2012. októbertől a Magyar Urológus Társaság elnöke

## Díjai, elismerései
- Batthyány-Strattmann László-díj (2020)